# Santiago Reig Redondo
Santiago Reig Redondo (1958-12 o 13 de noviembre de 2011) fue un doctor en biología, zoólogo y neurólogo español. Trabajó durante varios años en el Museo Nacional de Ciencias Naturales (CSIC), siendo además miembro fundador de la «Sociedad Española para la Conservación y Estudio de Mamíferos». Fue un biólogo evolutivo, especializado en el Orden Carnivora, grupo taxonómico en el que hizo  contribuciones desde 1985.
Como especialista en mamíferos se interesó por aspectos craneométricos en diferentes especies y por la neuroanatomía funcional. El interés por la neurología parejo a su actividad como zoólogo evolutivo le llevó a trasvasar sus conocimientos al estudio de trastornos neuropsiquiátricos, especialmente la esquizofrenia.
En total se le atribuyen un total de 79 publicaciones indexadas en JCR en el ámbito de la zoología y en biomedicina. 
Trabajó hasta noviembre de 2011 en el Hospital General Universitario Gregorio Marañón de Madrid. Falleció el 12 de noviembre de 2011 entre la localidad de Geras y el Puerto de Aralla (Aralla de Luna).